# Divino
Divino är en kommun i Brasilien.   Den ligger i delstaten Minas Gerais, i den sydöstra delen av landet, 800 km sydost om huvudstaden Brasília. Antalet invånare är 19 131.
Omgivningarna runt Divino är huvudsakligen savann. Runt Divino är det ganska tätbefolkat, med 62 invånare per kvadratkilometer.